# Liste der Biografien/Colg
Liste der Biografien |
Portal Biografien |
Personensuche
# |
A |
B |
C |
D |
E |
F |
G |
H |
I |
J |
K |
L |
M |
N |
O |
P |
Q |
R |
S |
T |
U |
V |
W |
X |
Y |
Z |
?
 
Ca |
Cb |
Cc |
Ce |
Ch |
Ci |
Cj |
Ck |
Cl |
Cm |
Cn |
Co |
Cr |
Cs |
Ct |
Cu |
Cv |
Cw |
Cy |
Cz
 
Coa–Cod |
Coe–Cok |
Col |
Com |
Con |
Coo–Coq |
Cor |
Cos |
Cot |
Cou |
Cov |
Cow |
Cox |
Coy |
Coz
 
Cola |
Colb |
Colc |
Cold |
Cole |
Colf |
Colg |
Colh |
Coli |
Colk |
Coll |
Colm |
Coln |
Colo |
Colp |
Colq |
Cols |
Colt |
Colu |
Colv |
Colw |
Coly |
Colz
Die Liste der Biografien führt alle Personen auf, die in der deutschsprachigen Wikipedia einen Artikel haben. Dieses ist eine Teilliste mit 11 Einträgen von Personen, deren Namen mit den Buchstaben „Colg“ beginnt.

## Colg

### Colga
- Colgan, Arthur (* 1946), US-amerikanischer Ordensgeistlicher und römisch-katholischer Weihbischof in Chosica
- Colgan, Charles J. (1926–2017), US-amerikanischer Politiker (Demokratische Partei)
- Colgan, Jenny (* 1972), britische SchriftstellerinJenny Colgan (* 1972)

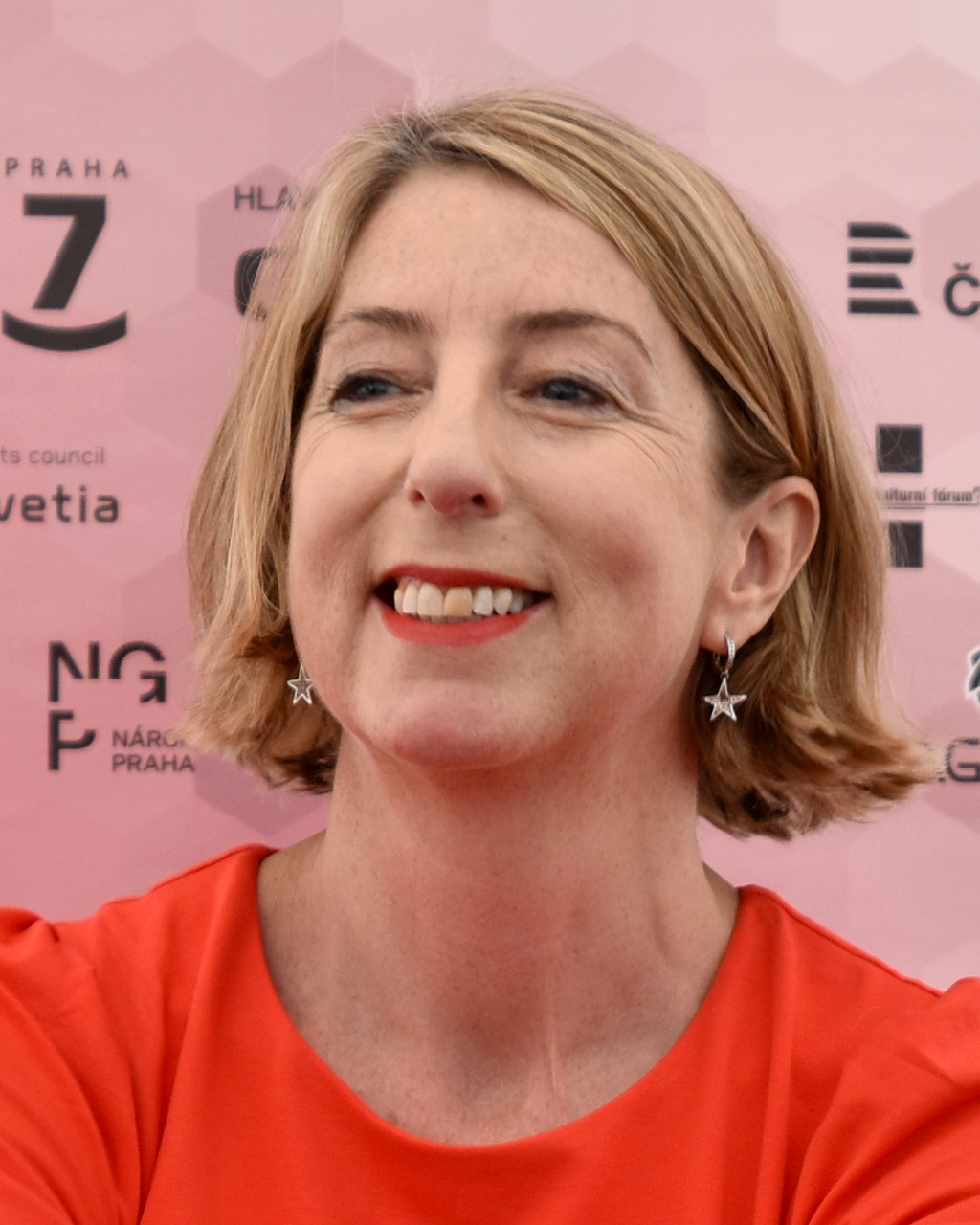
Jenny Colgan (* 1972)

- Colgate, Abner Weyman (1838–1904), US-amerikanischer Geschäftsmann
- Colgate, Gilbert (1899–1965), US-amerikanischer Bobfahrer und Unternehmer
- Colgate, Stirling (1925–2013), US-amerikanischer Physiker
- Colgate, William (1783–1857), US-amerikanischer Unternehmer

### Colge
- Çölgeçen, Günfer (* 1967), deutsch-türkische Theaterschauspielerin, -autorin, -pädagogin, -regisseurin und -produzentin
- Çölgeçen, Koray (* 1985), türkischer Fußballspieler

### Colgl
- Colglazier, Robert W. (1904–1993), US-amerikanischer Offizier, Generalleutnant der US-Army

### Colgr
- Colgrass, Michael (1932–2019), US-amerikanischer Komponist und Perkussionist